# Joseph Kerwin
Joseph Peter Kerwin (Oak Park, 19 februari 1932) is een Amerikaans voormalig ruimtevaarder. Kerwins enige ruimtevlucht was Skylab-2 met een Saturnus IB-raket en vond plaats op 25 mei 1973. Het was de eerste bemande missie naar een Amerikaans ruimtestation. Tijdens de missie werd de schade die ruimtestation Skylab opliep tijdens Skylab-1 grotendeels hersteld.
Kerwin maakte tijdens zijn missie één ruimtewandeling.
Voordat hij zelf de ruimte in ging, was Kerwin o.a. nauw betrokken bij de bijna fatale missie van Apollo 13 als 'Capcom', een rol die altijd werd ingevuld door andere (aanstaande) astronauten. 
Toen de terugkeer van de capsule door de dampkring meer dan een minuut langer duurde dan normaal (vanwege een iets vlakkere invalshoek), was de spanning in mission control om te snijden. Door de ionisatie van de lucht op dit moment is er geen radiocommunicatie mogelijk. Het was een opluchting toen de bemanning (in de persoon van Jack Swigert) zich eindelijk weer meldde met de woorden: "Okay, Joe!"
In 1987 verliet hij NASA en ging hij als astronaut met pensioen. Daarna was hij werkzaam bij Lockheed.